# Châu Nham lạc lộ
Châu Nham lạc lộ (Cò về núi ngọc), là tên hai bài thơ của Mạc Thiên Tứ; một bằng chữ Hán được xếp trong tập Hà Tiên thập vịnh (khắc in năm 1737), và một bằng chữ Nôm được xếp trong tập Hà Tiên thập cảnh khúc vịnh (chưa được khắc in). Cả hai bài đều mô tả cảnh đẹp của núi Châu Nham, là một trong mười thắng cảnh của đất Hà Tiên xưa ở Việt Nam.

## Mô tả
Sách Gia Định thành thông chí (Sơn xuyên chí, Trấn Hà Tiên) của Trịnh Hoài Đức mô tả núi Châu (Chu) Nham như sau: 
Châu Nham tục gọi là Bãi Ớt (nay thuộc xã Dương Hòa, huyện Kiên Lương, tỉnh Kiên Giang), cách trấn về phía đông 22 dặm rưỡi. Đỉnh núi tròn trịa, sườn đá lởm chởm, chạy thẳng đến bờ biển; có những gành đá chênh vênh, vũng sâu bùn cát, quanh bọc 2 bên tả hữu. Trong đó có đá tinh quang, ở dưới nhiều sò vằn đỏ. Tương truyền khi Mạc Cửu còn hèn mọn đến dưới Châu Nham nhặt được viên ngọc đường kính gần cả tấc ta (gần 3,3 cm) quý vô giá, ông kính dâng lên chúa. Bên bờ Châu Nham có vực sâu, là nơi hang ổ của cá tôm, chim cò bơi lội kiếm ăn từng bầy. Đây là cảnh Châu Nham lạc lộ, một trong 10 cảnh ở Hà Tiên .
Hai sách khác là: Đại Nam nhất thống chí, phần "Lục tỉnh Nam Việt" (1865-1882) và Nam Kỳ lục tỉnh Địa dư chí của Duy Minh Thị (1872) đều chép tương tự.
Riêng cuốn Monographie de la Province d’Hatien do người Pháp biên soạn năm 1901, chép vắn tắt hơn, dịch: Đồi Châu Nham trong cụm Bãi Ớt, xưa che giấu một viên ngọc trai vô giá .

## Tranh cãi

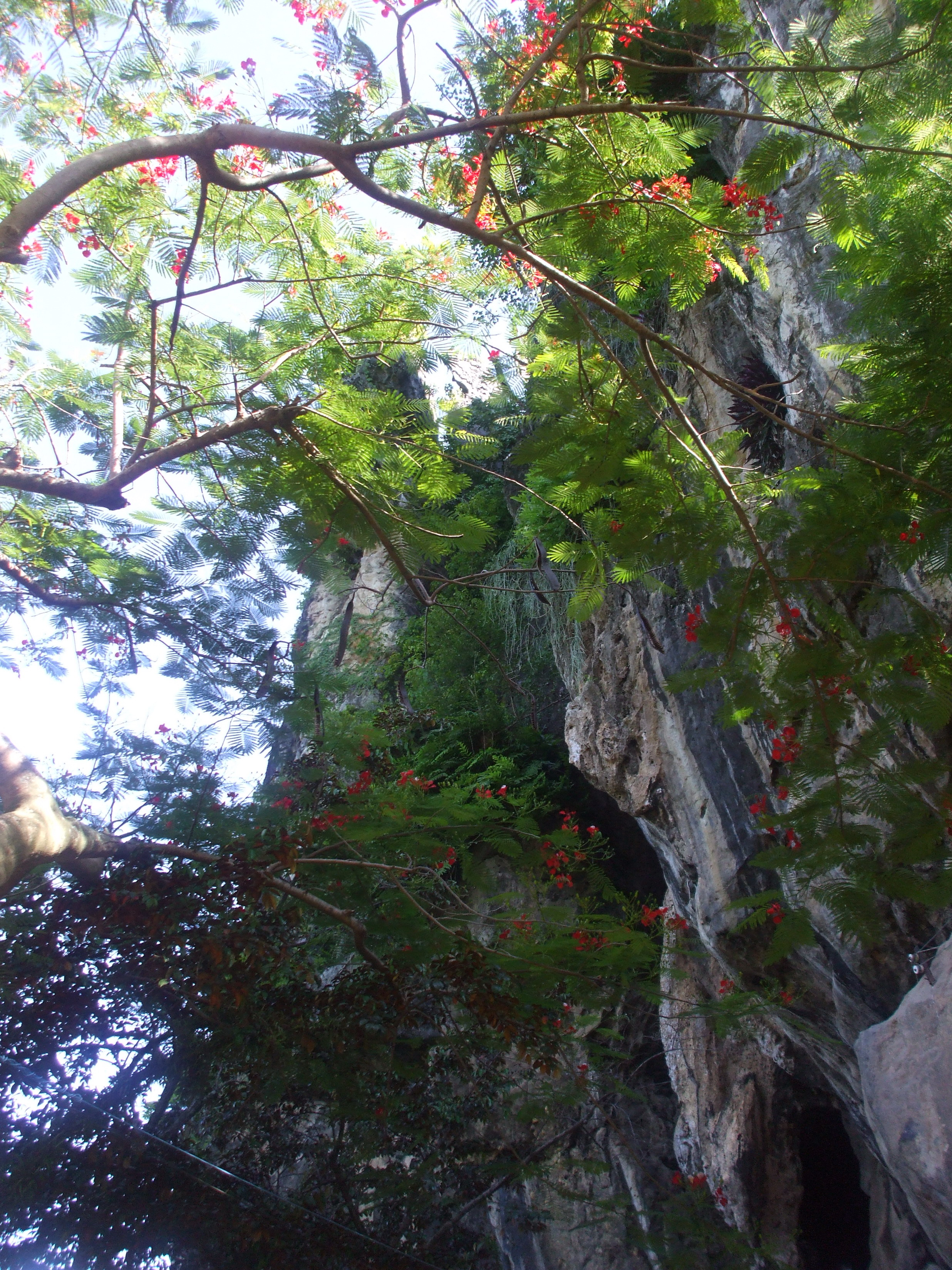
Một vách núi thẳng đứng ở núi Đá Dựng

Mặc dù các sách trên đã nói rõ "Châu Nham tục gọi là Bãi Ớt", nhưng hiện nay vẫn tồn tại một ý kiến khác: Châu Nham là núi Đá Dựng.
Đây là một dãy núi đá vôi cao khoảng 100 m ; nay thuộc xã Mỹ Đức, thị xã Hà Tiên . Nhìn từ xa, núi như một hình thang cân, và vì các vách đá đứng nên được gọi là núi Đá Dựng.
Ý kiến này do thi sĩ Đông Hồ nêu ra trong bài Bút ký chơi Châu Nham, đăng trên Đông Pháp thời báo năm 1926. Về sau, chung quan điểm này có tác giả Huỳnh Công Tín. Ông viết:
Có ý kiến cho "Châu Nham lạc lộ" là vùng "Bãi Ớt" vì nơi đây cũng có nhiều chim cò về trú ngụ. Nhưng nếu xét trong tương quan của một cặp cảnh thì "Châu Nham lạc lộ" có lẽ thích hợp với vùng núi Đá Dựng hơn. Hơn nữa, trong bài khúc vịnh "Châu Nham lạc lộ", Mạc Thiên Tích có nói về sự gần gũi địa lý của hai cảnh đẹp này:
Luôn đường trở gót đi ra,
Chân còn Thạch Động, mặt là Châu Nham....
Tuy nhiên, theo nhà nghiên cứu Trương Minh Đạt, thì đây là sự lầm lẫn đáng tiếc.

## Thơ chữ Hán
| Nguyên tác: 珠岩落鷺 綠蔭幽雲綴暮霞， 靈岩飛出白禽斜。 晚排天陣羅芳樹， 晴落平崖寫玉花。 瀑影共翻明月岫， 雲光齊匝夕陽沙。 狂情世路將施計， 碌碌棲遲水石涯 | Phiên âm Hán-Việt: Châu Nham lạc lộ Lục ấm u vân xuyến mộ hà, Linh nham phi xuất bạch cầm tà. Vãn bài thiên trận la phương thụ, Tình lạc bình nhai tả ngọc hoa. Bộc ảnh cộng phiên minh nguyệt tụ, Vân quang tề táp tịch dương sa. Cuồng tình thế lộ tương thi kế, Lục lục thê trì thủy thạch nha. |

## Thơ chữ Nôm
Bài này nằm trong tập Hà Tiên thập cảnh khúc vịnh, gồm một khúc vịnh dài 34 câu, và kết thúc bằng một bài thơ Đường luật như sau:
| Luôn đường trở gót đi ra, Chân còn Thạch động, mặt là Châu Nham. Thế đã cam thơ nào mạc (1) đặng, Hình thể này mới bạn họa danh (2). Đỉnh kia tháp nọ đã đành, Sói hùm lộn lạo, yến oanh dần dà. Non chẳng già ai xưa khéo đặt, Nảy chồi thu vẫn sắc kiều nhiêu (3). Dọc dò (4) đá mọc cheo leo, Đã quen quyến nhạn, lại nhiều rủ loan. Cò đâu kể số muôn ngàn, Truông mây vén ngút man man (5) bay về. Đầy bốn bề kêu la tở mở, Lượn rồng rồng (6) như vỡ chòm ong. Rơi ngân rớt phấn (7) giữa không, Sương ken đòi cụm, tuyết phong khắp hàng. Ví Hành dương (8) nhạn phân chủ khách, Trắng hòa ngàn (9), chẳng khác trời dông. Chen nhau giáp cánh dửng lông, Vật tranh thể ấy, non lòng biết bao. Sắc phau phau đã nên trong sạch, Đối thái hư hắc bạch càng phân. | Bỏ ngày khác chốn giang tân, Cá tôm giỡn mặt, xa gần ỏi tai. Xót cõi ngoài doi le bãi hạc, Nhớ đầm xưa lại nhắc ngặt ngào (10). Chi bằng cây cả tán cao, Co tay một giấc, ba sào chưa hay (11). Dẫu chẳng tày (12) sẽ toan thế khác, Ai chẳng cho ưu lạc (13) làm chi. Đã hay có chỗ về đi, Người lành chưa dễ mất khi đỗ đình (14). Một chữ tình lại thêm chữ kiểng (15), Chạnh lòng này mấy tiếng trường ngôn. Thơ rằng: Biết chỗ mà nương ấy mới khôn, Bay về đầm cũ mấy mươi muôn. Đã giăng chữ nhất dài trăm trượng, Lại xấp bàn vây trắng mấy non. Ngày giữa ba thu ngân phấn vẽ, Đêm trường chín hạ tuyết sương còn. Quen cây chim thể người quen chúa, Dễ đổi nghìn cân một tấm son. |

## Trích nhận xét
Thi sĩ Đông Hồ có lời bình: 
Đây là cảnh thứ sáu trong Hà Tiên thập cảnh, đối lại với cảnh thứ năm là Thạch Động thôn vân (Động đá nuốt mây). Cũng là cảnh động đá, nhưng ở Thạch Động thôn vân càng mơ màng diễm ảo, thì ở Châu Nham lạc lộ càng sáng sủa, phân minh. Cảnh Thạch Động, chú trọng ở điểm "thôn vân", thì cảnh Châu Nham, chú trọng ở điểm "lạc lộ". Nhất là trong nền tối hoàng hôn, sắc trắng của cánh chim càng thêm nổi rõ, khiến sắc minh bạch lại càng thêm minh bạch. Ở bài thơ này, tác giả mượn cảnh đàn chim về núi mà ví với cảnh ngộ, với cảm tình của con người đối với gia hương tổ quốc.
Tương tự, GS. Lê Đình Kỵ cũng đã viết:
Châu Nham lạc lộ là nói núi Đá Dựng, nơi những đàn cò trắng sáng đi ăn ở các đầm vũng gần xa, ở bãi biển mé gành, tối bay về nghỉ trong núi. Tác giả mượn cảnh đi về của chim để nói lên tấm lòng son gắn bó với dân với nước.